# میرزا محمدخان اول
میرزا محمدخان اول خان بنیانگذار خانات باکو بود. او از نوادگان فرمانده پادگان ایرانی باکو در سال ۱۷۲۳ بود.

## پیشینه
میرزا محمد خان به خانواده‌ای تعلق داشت که اصالتاً اهل استان مازندران بودند. او پسر درگاه قلی بیگ بود که در ربع اول قرن هجدهم فرماندار باکو بود.

## زندگی
او در سال ۱۷۲۷ در باکو به دنیا آمد. پدرش حداقل تا سال ۱۷۳۱ حکومت می‌کرد. با این حال او به خیانت متهم و در سالی نامعلوم از کار برکنار شد. او دوباره به نادرشاه پیوست و در سال ۱۷۳۸ در جنگی کشته شد. پس از پیمان گنجه، نادرشاه شخصی به نام گَلِم را از استان گیلان به عنوان «سلطان» باکو منصوب کرد و به آشورخان افشار نیز زمین‌هایی در شبه‌جزیره آب‌شوران، از جمله صابونچی (باکو)، کشله و زبرات اعطا کرد. نوه او، پسر ملک محمد خان، به نام او نامگذاری شده است. او همچنین نوه اش میرزا محمد را در ۱۱ سالگی به عنوان خان به رسمیت شناخت.

## سلطنت
او با استفاده از سقوط نادرشاه، شهر را تصرف کرد و «سلطان» را کشت و محمد سلیم بیگ، نایب سابق سلیم خان را در سال ۱۷۴۷ به عنوان «سلطان» جدید منصوب کرد. اولین اقدام او بازسازی نیروی دریایی بود، زیرا او همچنین دریاسالار سابق نادرشاه و رئیس کارخانه کشتی‌سازی لنگرود بود.
در سال ۱۷۴۹، زمانی که شاه جدید افشار، ابراهیم‌شاه، خواستار تقویت از خانات قفقاز شمالی شد، اوضاع تغییر کرد. از بین همه خان‌ها، تنها حاجی محمدعلی خان از خانات شماخی تسلیم شاه جدید ایران شد. خانات خانات قره‌باغ، خانات شکی، خانات باکو، سالیان و محال قبله که سعی در حفظ استقلال خود داشتند، با هم متحد شدند و به شماخی حمله کردند و حاجی محمد را مجبور کردند که قسم بخورد که تسلیم افشاریان نشود. حاجی محمد به زودی خلع شد و به جای او یک «یوزباشی» که توسط حاجی چلبی منصوب شده بود، جایگزین شد. بازیگر دیگری در سیاست منطقه‌ای، احمد خان شهسوان، رئیس قبیله شاهسون، ماجراجو بود. او از خان‌ها خواست به برتری حاجی چلبی پایان دهند. میرزا محمد طرف احمد خان را گرفت، اما نبرد یک فاجعه بود و میرزا محمد به سختی جان سالم به در برد.
او برای فرار از تهاجم شاهرخ‌شاه تازه تاجگذاری شده، سفیر خود حاجی فهیم را به آستراخان فرستاد تا از روسیه درخواست حمایت کند. او بعداً در سال ۱۷۵۸ با حسینعلی خان خانات قبه متحد شد.
در سال ۱۷۵۶، او پسرش را به دختر احمد خان شهسوان نامزد کرد. با این حال، ابراهیم خان رودبار خان سالیان، با استفاده از مرگ احمد خان، او را قبل از ازدواج ربود. میرزا محمد خان تصمیم گرفت با خان سالیان مبارزه کند و حتی دو پل برای عبور از کورا ساخت. ما اطلاعاتی در مورد نتایج این کمپین نداریم، ظاهراً این اتفاق نیفتاده است، زیرا در سال ۱۷۵۷، ولیعهد فتحعلی‌خان قبه‌ای قبه و ارتش او به خانات سالیان حمله کردند، ابراهیم خان را بیرون کردند و سالیان را ضمیمه قبه کردند.
سال بعد، تهدید دیگری از سوی ایران - محمدحسن‌خان قاجار در جایی که امروز جمهوری آذربایجان خوانده می‌شود، فرود آمد. میرزا محمد در ابتدا ناموفق تلاش کرد تا با شاهوردی خان گنجه‌ای علیه او متحد شود، اما با دیدن فرصت، حاجی عبدالعلی خود را با خراج به محمدحسن فرستاد. به عنوان یک اقدام احتیاطی بیشتر، او یک شرکت دریایی را تحت رهبری جان التون استخدام کرد، که اکنون ۳ کشتی جنگی و ۳ کشتی تجاری در اختیار دارد.
او به زودی برتری فتحعلی‌خان قبه‌ای قبه را به رسمیت شناخت و شروع به پیوستن به لشکرکشی‌های نظامی او، مانند تصرف قلعه موجی کرد. او این اتحاد را با ازدواج پسرش با خواهر فتحعلی خان، پس از آن که عملاً از سیاست غایب بود، مستحکم کرد. او در ۱۷ اکتبر ۱۷۶۸ (میلادی) درگذشت. جسد او را به کربلا برده و در آنجا دفن کردند.

## خانواده
او یک برادر کوچکتر به نام هادی بیگ داشت که بر مردکان و شاگان حکومت می‌کرد. از او چهار پسر به یادگار ماند:
1. ملک محمد خان (حکومت ۱۷۶۸–۱۷۸۴)
  1. میرزا محمدخان دوم (حکومت ۱۷۸۴–۱۷۹۱)
2. محمدقلی خان (حکومت ۱۷۹۱–۱۷۹۲)
3. حاجی علیقلی آقا
  1. حسین‌قلی خان (حکومت ۱۷۹۲–۱۸۰۶)
  2. مهدیقلی آقا
4. حاجی عبدالحسین آقا